# Hansaplatz (métro de Berlin)
Hansaplatz est une station de la ligne 9 du métro de Berlin, dans le quartier de Hansaviertel.

## Géographie
La station se situe sous la place du même nom.

## Histoire
La station est construite en même temps que l'Interbau (les bâtiments de l'Exposition internationale d'architecture 1957). La station se présente comme une navette avec Zoologischer Garten.
Une plaque commémorative pour la déportation des 1 030 juifs du quartier pendant le Troisième Reich est installée en 2014 à la bouche sud.

## Correspondances
La station de métro a une correspondance avec la ligne d'omnibus 106 de la BVG.